# Torcy-en-Valois
Torcy-en-Valois és un municipi francès situat al departament de l'Aisne i a la regió dels Alts de França. L'any 2007 tenia 81 habitants.

## Demografia

### Població
El 2007 la població de fet de Torcy-en-Valois era de 81 persones. Hi havia 28 famílies de les quals 8 eren unipersonals (4 homes vivint sols i 4 dones vivint soles), 4 parelles sense fills, 12 parelles amb fills i 4 famílies monoparentals amb fills.
La població ha evolucionat segons el següent gràfic:
Habitants censats

### Habitatges
El 2007 hi havia 44 habitatges, 30 eren l'habitatge principal de la família, 11 eren segones residències i 3 estaven desocupats. 37 eren cases i 1 era un apartament. Dels 30 habitatges principals, 23 estaven ocupats pels seus propietaris i 7 estaven llogats i ocupats pels llogaters; 3 tenien tres cambres, 7 en tenien quatre i 20 en tenien cinc o més. 23 habitatges disposaven pel capbaix d'una plaça de pàrquing. A 13 habitatges hi havia un automòbil i a 14 n'hi havia dos o més.

### Piràmide de població
La piràmide de població per edats i sexe el 2009 era:
| Homes | Edats   | Dones |
| ----- | ------- | ----- |
| 0     | 95 o +  | 0     |
| 0     | 90 a 94 | 0     |
| 0     | 85 a 89 | 0     |
| 0     | 80 a 84 | 0     |
| 0     | 75 a 79 | 0     |
| 8     | 70 a 74 | 4     |
| 0     | 65 a 69 | 4     |
| 0     | 60 a 64 | 4     |
| 0     | 55 a 59 | 0     |
| 4     | 50 a 54 | 4     |
| 0     | 45 a 49 | 0     |
| 4     | 40 a 44 | 0     |
| 4     | 35 a 39 | 8     |
| 0     | 30 a 34 | 0     |
| 4     | 25 a 29 | 0     |
| 0     | 20 a 24 | 4     |
| 4     | 15 a 19 | 0     |
| 8     | 10 a 14 | 0     |
| 4     | 5 a 9   | 0     |
| 0     | 0 a 4   | 0     |

## Economia
El 2007 la població en edat de treballar era de 55 persones, 40 eren actives i 15 eren inactives. De les 40 persones actives 38 estaven ocupades (22 homes i 16 dones) i 2 estaven aturades (1 home i 1 dona). De les 15 persones inactives 2 estaven jubilades, 6 estaven estudiant i 7 estaven classificades com a «altres inactius».
Activitats econòmiques
Dels 4 establiments que hi havia el 2007, 3 eren d'empreses de comerç i reparació d'automòbils i 1 d'una empresa d'hostatgeria i restauració.

## Poblacions més properes
El següent diagrama mostra les poblacions més properes.